# Kao Hui-Chun
Kao Hui-Chun es una deportista taiwanesa que compitió en taekwondo. Ganó una medalla de bronce en el Campeonato Asiático de Taekwondo de 2004, en la categoría de –63 kg.

## Palmarés internacional
| Representando a China Taipéi |                          |                   |           |
| Campeonato Asiático          |                          |                   |           |
| Año                          | Lugar                    | Medalla           | Categoría |
| 2004                         | Seongnam (Corea del Sur) | Medalla de bronce | –63 kg    |